# Kurt E. Ludwig
Kurt Eugen Ludwig (* 2. Mai 1924 in Erlangen; † 4. März 1995 in München) war ein deutscher Schauspieler, Synchronsprecher, Dialogbuchautor und Dialogregisseur.

## Leben
Da er selten vor der Kamera stand, ist seine Stimme wesentlich bekannter geworden als sein Name. Kurt E. Ludwig war der deutsche Synchronsprecher von Chefingenieur Scotty (James Doohan) in der US-Fernsehserie Raumschiff Enterprise und den darauf basierenden Filmen. Aus dieser Bindung ergab sich auch eine Freundschaft zwischen Ludwig und Doohan.
Weitere bekannte Figuren, denen Ludwig seine Stimme lieh, waren der Seewolf (Raimund Harmstorf), sowie fünf Jahre zuvor der Pirat Tom Morgan (Roger Lumont) in Die Schatzinsel und der „schreckliche Sven“ in der Zeichentrickserie Wickie und die starken Männer; außerdem Jess Harper (Robert Fuller) in Am Fuß der blauen Berge (Laramie).
Auf seine Tätigkeit als Dialogautor und -regisseur von Raumschiff Enterprise geht u. a. die Idee zurück, Dr. McCoys englischen Spitznamen „Bones“ (Knochen) mit „Pille“ zu übersetzen. Weitere Serien, deren deutsche Fassung er mitzuverantworten hatte, waren z. B. Bonanza oder S.O.S. – Charterboot.

## Privates
Seine Tochter Alexandra Ludwig ist ebenfalls als Synchronsprecherin tätig.
Kurt Ludwig starb am 4. März 1995 im Alter von 70 Jahren in München.

## Filmografie (Auswahl)
- 1953: Junges Herz voll Liebe
- 1953: Jonny rettet Nebrador
- 1960: Die Insel der Amazonen
- 1967: Das Kriminalmuseum (Fernsehserie, 1 Folge)

## Synchronrollen (Auswahl)
James Doohan
- 1972–1974, 1987–1988: Raumschiff Enterprise als Montgomery „Scotty“ Scott (Fernsehserie, Star Trek)
- 1979: Star Trek – Der Film als Montgomery „Scotty“ Scott
- 1982: Star Trek II: Der Zorn des Khan als Montgomery „Scotty“ Scott
- 1984: Star Trek III: Auf der Suche nach Mr. Spock als Montgomery „Scotty“ Scott
- 1986: Star Trek IV: Zurück in die Gegenwart als Montgomery „Scotty“ Scott
- 1989: Star Trek V: Am Rande des Universums als Montgomery „Scotty“ Scott
- 1991: Knight Rider 2000 als James Doohan
- 1991: Star Trek VI: Das unentdeckte Land als Montgomery „Scotty“ Scott
- 1994: Star Trek – Die Abenteuer des Raumschiff Enterprise (Zeichentrickserie, 22 Folgen) als Montgomery „Scotty“ Scott
- 1994: Raumschiff Enterprise – Das nächste Jahrhundert (Fernsehserie, 1 Folge) als Montgomery „Scotty“ Scott
- 1994: Star Trek VII: Treffen der Generationen als Montgomery „Scotty“ Scott

Raimund Harmstorf
- 1971: Der Seewolf (Fernsehserie, 4 Folgen) als Wolf Larsen
- 1972: Der Seewolf als Wolf Larsen (Filmfassung der Serie von 1971)

### Film
- 1940: Brian Donlevy in Treck nach Utah (Synchro im Jahr 1975) als Angus Duncan
- 1950: Ben Johnson in Westlich St. Louis (Synchro im Jahr 1965) als Travis Blue
- 1964: Nello Pazzafini in Die unbesiegbaren Drei als Samur
- 1975: Will Sampson in Einer flog über das Kuckucksnest als „Häuptling“ Chief Bromden
- 1983: Garry Goodrow in Atemlos als Tony Berrutti

### Serien
- 1966–1967: Roger Lumont in Die Schatzinsel (Fernsehserie, 3 Folgen) als Tom Morgan
- 1992–1994: George Grizzard in Law & Order (Fernsehserie) als Arthur Gold

Kurt E. Ludwig spricht auch den Erzähler in der Serie „Der Kurier des Zaren“ (1976) mit Raimund Harmstorf (als Titel-Helden). Hier ist im Unterschied zum „Seewolf“, in dem er Harmstorf synchronisiert, Harmstorfs tatsächliche Stimme zu hören.